# Spy City
Spy City ist eine deutsch-britisch-tschechische Drama-Fernsehserie mit Dominic Cooper und Johanna Wokalek in den Hauptrollen, die am 3. Dezember 2020 auf dem Streamingportal MagentaTV veröffentlicht und im Oktober 2021 im ZDF ausgestrahlt wurde.

## Handlung
Berlin im Jahr 1961, der Bau der Berliner Mauer steht kurz bevor. Berlin wird von den vier Besatzungsmächten regiert; der britische MI6, der französische SDECE, der sowjetische KGB und die US-amerikanische CIA haben ihre Agenten überall in der Stadt stationiert und mehrere Doppelagenten sind in allen vier Geheimdiensten angeworben worden. Der Brite Fielding Scott, Agent des MI6, soll einen ostdeutschen Wissenschaftler über die Grenze begleiten, doch dieser wird unmittelbar vor der Flucht zusammen mit seiner Familie getötet. Von nun an hat Scott die Aufgabe, den Verräter in den eigenen Reihen zu finden, der verraten hat, dass der Wissenschaftler überlaufen will. Gleichzeitig muss er vermeiden, dass eine Fehlentscheidung seinerseits einen nuklearen Erstschlag der Gegenseite auslöst.

## Figuren
| Figur          | Darsteller        | Deutscher Sprecher      | Beschreibung |
| -------------- | ----------------- | ----------------------- | --- |
| Fielding Scott | Dominic Cooper    | Martin Bonvicini        | britischer MI6-Agent, der den Verräter in den eigenen Reihen sucht und mit Severine Bloch liiert ist             |
| Severine Bloch | Romane Portail    | Sarah Riedel            | französische SDECE-Agentin, die eine Affäre mit Fielding Scott hat                                               |
| Eliza Hahn     | Leonie Benesch    | Leonie Benesch          | junge Deutsche, die als Sekretärin für Fielding Scott arbeitet und die Freundin von Reinhart ist                 |
| Ulrike Faber   | Johanna Wokalek   | Johanna Wokalek         | eine ostdeutsche Fotografin, die Agent Scott mit ihren Kontakten in Berlin hilft                                 |
| Conrad Greer   | Seumas Sargent    | Louis Friedemann Thiele | US-amerikanischer CIA-Agent, der seit vielen Jahren mit Agent Scott befreundet ist                               |
| Ian Stuart-Hay | Rupert Vansittart | Stefan Staudinger       | |
| Torrence Dunn  | Brian Caspe       | Arne Hörmann            | |
| Aldous Petrie  | Adrian Lukis      | Martin Umbach           | Vorgesetzter von Scott in der Sektion Berlin                                                                     |
| Viktor Kovrin  | Mark Zak          | Mark Zak                | |
| Reinhart       | Ben Münchow       |                         | ein junger Sänger und Freund von Eliza, wurde wegen Protestsongs von der Regierung der DDR kurzzeitig inhaftiert |

## Entstehung und Veröffentlichung
Spy City wurde erstmals im Jahr 2014 als französisch-deutsche Produktion von Odeon Film und Gaumont TV unter Regie von Christian Schwochow angekündigt und wurde letztlich als eine Produktion von H&V Entertainment (fusionierte während der Produktion mit Novafilm zu Odeon Fiction, einer Tochterfirma von Odeon Film) in Koproduktion mit dem deutschen ZDF, der britischen Produktionsgesellschaft Seven Stories und dem tschechischen Wilma Film realisiert. Die Dreharbeiten fanden von Ende August bis Ende November 2019 in Prag und Umgebung statt. Für das Drehbuch zeichnete der britische Bestseller-Autor William Boyd verantwortlich, für das ZDF waren Wolfgang Feindt und Annika Schmidt beteiligt.
Die Produktion wurde mit mehr als 600.000 Euro aus den Mitteln des German Motion Picture Fund, mit 100.000 Euro von Nordmedia sowie mit Mitteln des Czech Film Fond und des FilmFernsehFonds Bayern gefördert.
Anfang November 2020 wurde der erste englischsprachige Trailer mit deutschen Untertiteln veröffentlicht. Weltpremiere feierte die erste Folge als Eröffnungsserie im Stream des Seriencamp-Festivals am 5. November 2020, das aufgrund der COVID-19-Pandemie digital stattfand. Anfang 2019 sicherte sich die Telekom die Erstausstrahlungsrechte für Deutschland und stellte die Serie am 3. Dezember 2020 auf dem Subscription-Video-on-Demand-Portal MagentaTV zum Streamen bereit. 2021 plant das ZDF die Ausstrahlung im linearen Fernsehen. Für den Weltvertrieb konnte Miramax gewonnen werden.

## Kritik
Spy City stieß international auf gutes Presseecho. So erfasst der US-amerikanische Aggregator Rotten Tomatoes überwiegend positive Besprechungen und ordnet die Serie als „Frisch“ ein. Laut dessen Konkurrent Metacritic fallen die Bewertungen im Mittel „Grundsätzlich Wohlwollend“ aus.
Die Stuttgarter Nachrichten halten fest, dass Spy City mehr als nur „einen Agenten-Blick über den Rand einer Tageszeitung“ wert sei:

„Cooper mag die Hauptfigur der Serie sein, der Star ist aber der Ort der Handlung. Wie im Narrativ von ‚Spy City‘ selbst ist aber auch in dieser Hinsicht nichts so, wie es vielleicht den Anschein erweckt. Gedreht wurde die Serie nicht in Deutschland, stattdessen ist die tschechische Hauptstadt Prag in die unsrige verwandelt worden. Und das mit viel Liebe zum historischen Detail und nicht zuletzt unter dem Einsatz von moderner Computertechnik.“

Wer „von der bohrenden Frage, wem es bei all dem Doppel- und Dreifachbetrug nun zu trauen und zu misstrauen gilt“, etwas abgewinnen könne, dürfe sich ohne Bedenken auf die Serie freuen.
Die Rheinische Post stellt fest:

„Über den Bildern scheint ein Schleier zu liegen, die Anspannung wird durch kurze Kameraeinstellungen aus der Beobachterperspektive flüsternd hervorgebracht und dann durch eine ständige – und wenig subtile – Spannungsmusik unterlegt. Alles schreit: Hier ist was nicht okay!“

und urteilt, dass die Serie „nicht mehr und nicht weniger als eine klassische Kalter-Krieg-Agenten-Story“ sei.
Zu einem ähnlichen Fazit gelangt Deutschlandfunk Kultur:

„‚Spy City‘ bietet mithin alles, was das Genre des Spionagefilms braucht: das Schachspiel im Park zwecks Kontaktaufnahme mit dem zwielichtigen Informanten; Kopfschüsse mit Schalldämpfer, den 60er-Jahre-Berlin-Kalter-Kriegs-Charme, der für die deutsch-britisch-tschechische Serie in Prag und Umgebung im historischen Flair wiederauferstand, und natürlich den alten Nazi, der – nun im Dienste der Stasi – weiterhin für das Böse in der Welt sorgt. Aber: Die neue Serie ‚Spy City‘ … verhandelt mit dem historischen Blick auf Berlin keine Reflexion über Zeitläufte, hat keine komplexen tragischen Figuren, sondern verbeugt sich viel zu sehr vor dem 007-Vorbild.“

Aus dem Agentengenre biete Spy City enttäuschend wenig Neues.